# 삼산화 텅스텐
산화 텅스턴(IV)(tungsten(VI) oxide) 또는 삼산화 텅스텐(tungsten trioxide)은 광물에서 텅스턴을 추출하는 데 중간 단계의 물질이다. 중석은 알칼리로 처리되어 WO3가 된다. 탄소 또는 수소로 추가의 반응은 순수한 금속으로 환원시킨다.
2WO3 + 3C + heat → 2W + 3CO2
WO3 + 3H2 + heat → W + 3H2O
텅스턴은 18세기에 발견되었다. 피터 울프(1727~1803)는 이 새로운 원소를 자연계에 있는 광물내에서 인지하였다. 텅스텐은 원래 월프람으로 알려졌기 때문에 원소기호가 W가 되었다. 스위스 화학자 칼 윌헬름 스케엘레는 그 발견과 광물의 연구에 기여하였다.
1841년 화학자 로버트 옥스랜드는 삼산화 텅스턴과 나트륨 텅스테이트를 준비하는 과정을 주었다. 그는 곧 특허가 주어졌다. 그것이 체계적인 텅스텐 화학의 창시로 생각된다.